# Liesel Bach
Liesel Bach (Bonn, 14 giugno 1905 – Bandol, 22 gennaio 1992) è stata un'aviatrice, scrittrice e pilota acrobatica tedesca.
Fu la prima donna a sorvolare l'Everest

## Biografia

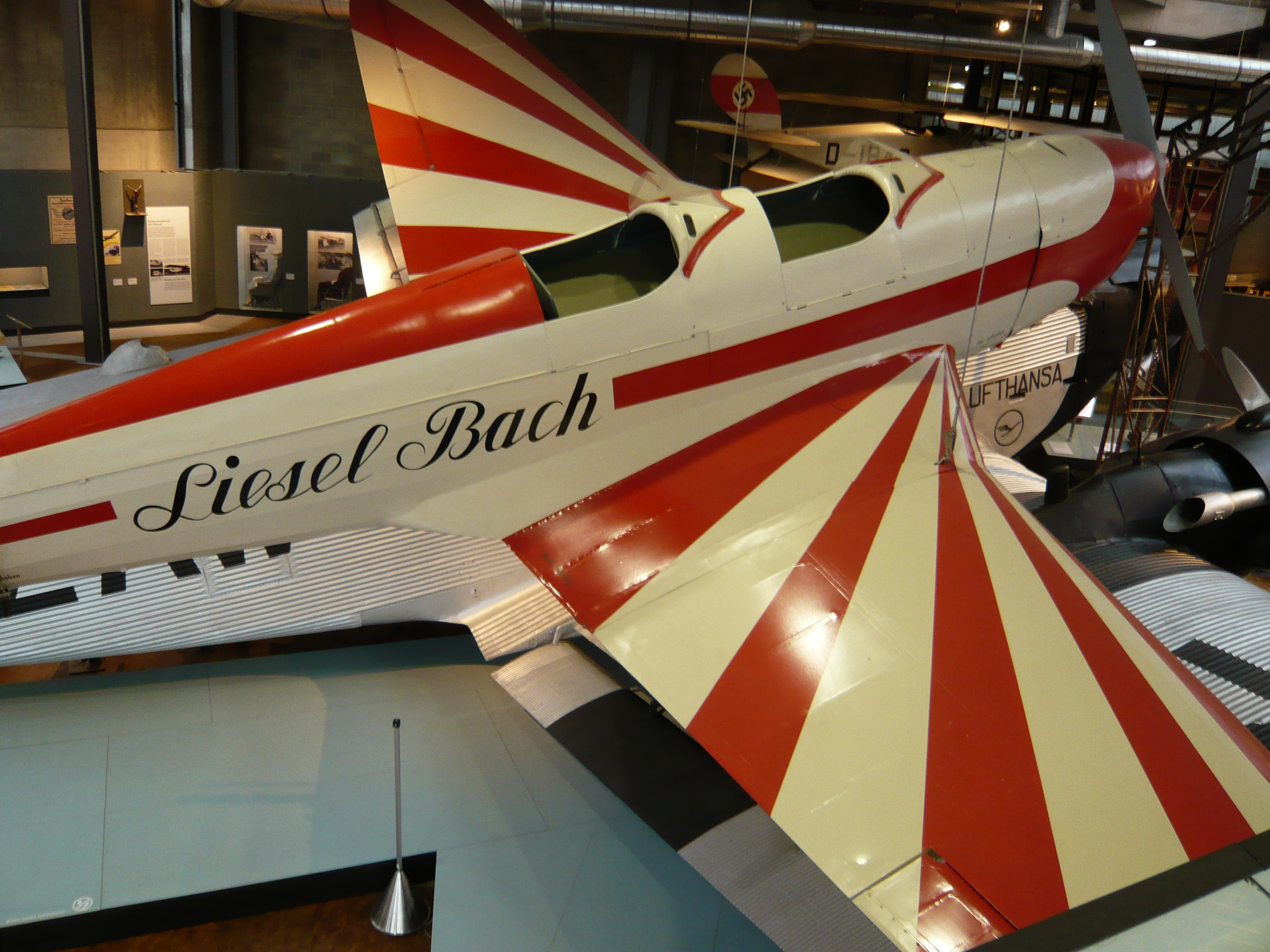
L'aereo Klemm Kl 35 che pilotò Liesel Bach

Fu sin da giovanissima attirata dallo sport. Praticò hockey, tennis, equitazione, atletica e vari sport acquatici e venne selezionata per la partecipazione ai Giochi Olimpici.
Si avvicinò all'aviazione ad Hangelar, vicino a Bonn, quando volò per la prima volta sull'aereo di un amico. Divenne la prima donna iscritta al club di volo locale poi si trasferì a Colonia, ottenne il primo brevetto di pilota assegnato ad una donna, e nel 1930 conseguì la licenza di pilota acrobatica. 
Nel 1931 fece il suo primo volo su lunga distanza, arrivando in Sardegna e atterrando poi vicino a Roma. Partecipò a vari campionati nazionali ed internazionali e prese parte a due gare acrobatiche durante i Giochi della XI Olimpiade a Berlino nel 1936, vincendone una ed arrivando seconda nell'altra. 
Durante la seconda guerra mondiale non è certo che sia stata istruttrice della Luftwaffe e potrebbe aver volato sullo Junkers Ju 87.
Dopo la guerra, in India, poté continuare a volare. Partecipò a nuove competizioni acrobatiche e nel marzo 1951 sorvolò la catena dell'Himalaya. Fu la prima donna a compiere tale impresa.

### Scrittrice
Oltre a volare riportò anche su alcuni libri le sue esperienze più significative come pilota.

## Opere
- (DE) Bordbuch D 2495, Berlin, Zeitgeschichte-Verl., 1942, OCLC 71959048.
- (DE) Den alten Göttern zu Eine deutsche Fliegerin in Indien, Köln, Greven, 1954, OCLC 73236486.